# زبان مال پاهاریا
زبان مال پاهاریا زبانی هندوآریایی است که در هندوستان و در ایالت‌های بنگال غربی و جارکند گویشورانی دارد. گمان‌زده‌می‌شود که گویشوران این زبان در بنگلادش نیز بزیند. گویشوران مال پاهاریا از قبیله‌ای به همین نام هستند. این زبان در خطر نابودی نیست، ولی تمایلی در میان گویشوران آن در تغییر زبان به بنگالی وجوددارد.